# Вилла Империале (Пезаро)
Вилла Империале Пезаро (итал. Villa Imperiale di Pesaro — Императорская вилла в Пезаро) — вилла (загородный дом), расположенный в окрестностях Пезаро, города в итальянском регионе Марке. Памятник истории культуры и архитектуры периода позднего Возрождения и маньеризма.

## История
Замок на этом месте был построен около 1452 года кондотьером Алессандро Сфорца. Название «Императорская» происходит от того, что, император Священной Римской империи Фридрих III, проезжая через Пезаро в 1469 году по пути на свою коронацию в Рим, заложил первый камень будущей виллы.
В 1521 году Пезаро был завоеван урбинским герцогом Франческо Мария I делла Ровере, наследником рода Монтефельтро. Он поручил живописцу и архитектору Джироламо Дженге превратить замок в элегантную «Виллу Наслаждения» (Villa di Delizia). Однако здание сохранило качества, характерные для оборонительной архитектуры, такие как зубчатые венцы (впоследствии устранённые) и башенки, как это было принято в то время. Работы были завершены в 1530 году. Для росписей интерьеров Дженга пригласил несколько крупных художников-маньеристов, в том числе Франческо Мензокки, Аньоло Бронзино, Доссо Досси и Рафаэллино дель Колле. Темы росписей включают «Подвиги Геркулеса» и «Историю семьи делла Ровере». Супруга герцога Элеонора Гонзага позднее заказала дальнейшие переделки, включая завершение курдонёра (cortile d’onore).
В 1635 году после свадьбы Фердинандо II Медичи с Витторией делла Ровере вилла стала частью владений семьи Медичи.
Пришедшая в упадок вилла в 1763 году перешла под опеку Апостольской камеры католической церкви. В 1777 году Папа Пий VI передал его принцу Орацио Альбани, брату бывшего папы Климента XI и отцу кардинала Алессандро Альбани. В XIX веке многие фрески были восстановлены Джузеппе Дженнари. Большая часть этих работ была удалена во время реставрации 1970-х годов. На территории виллы устроены террасы и замысловатые «итальянские сады».

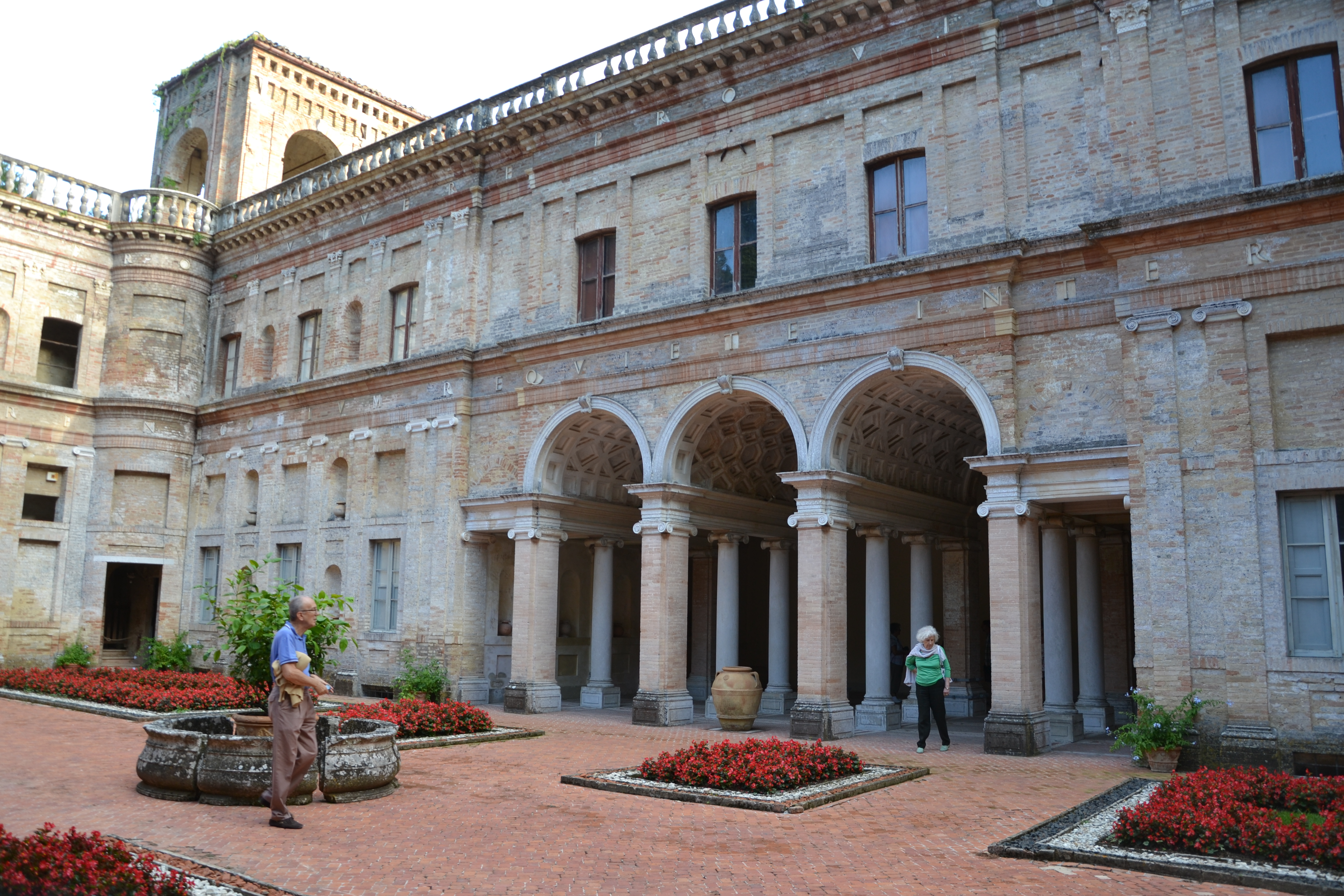
Курдонёр
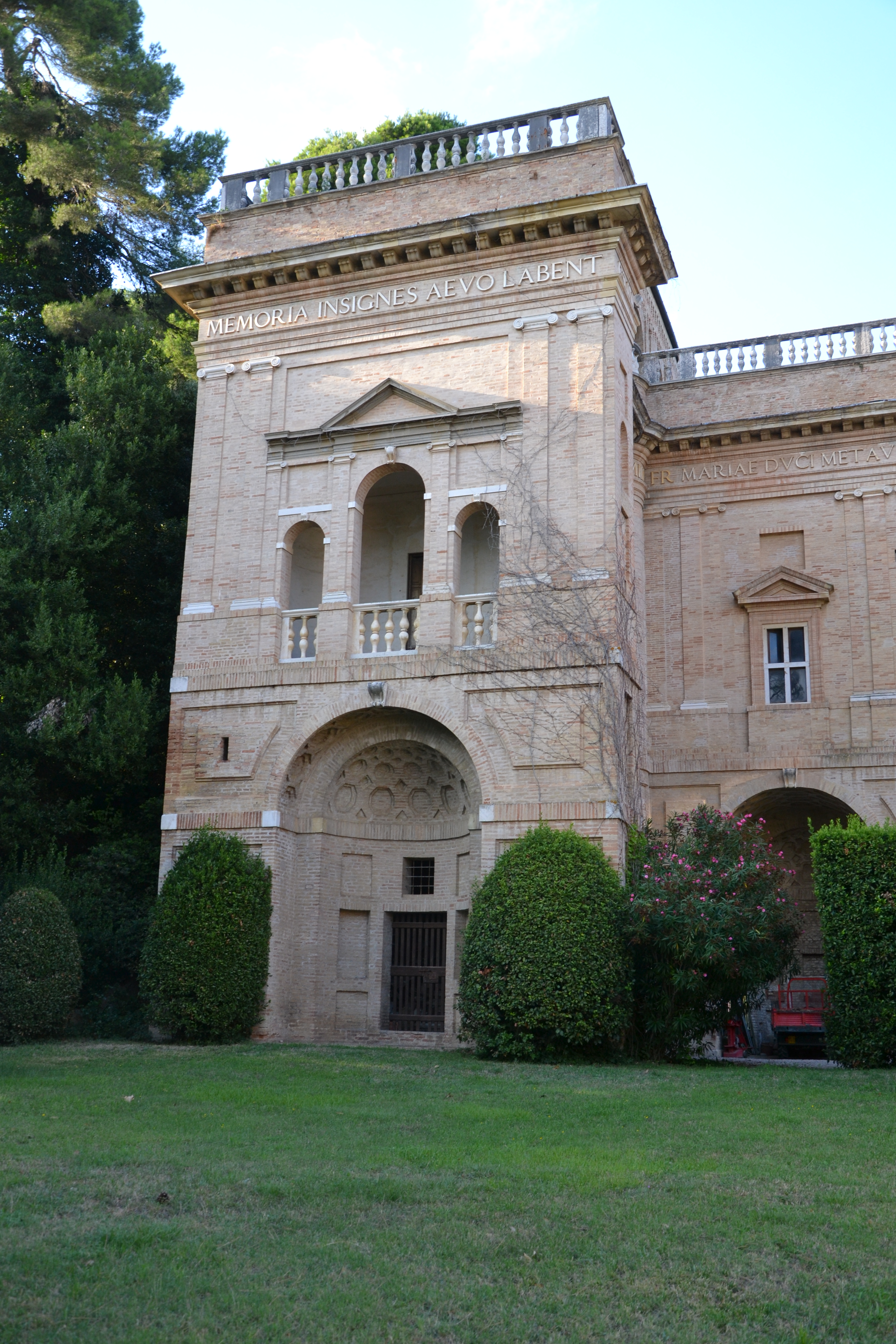
Башня
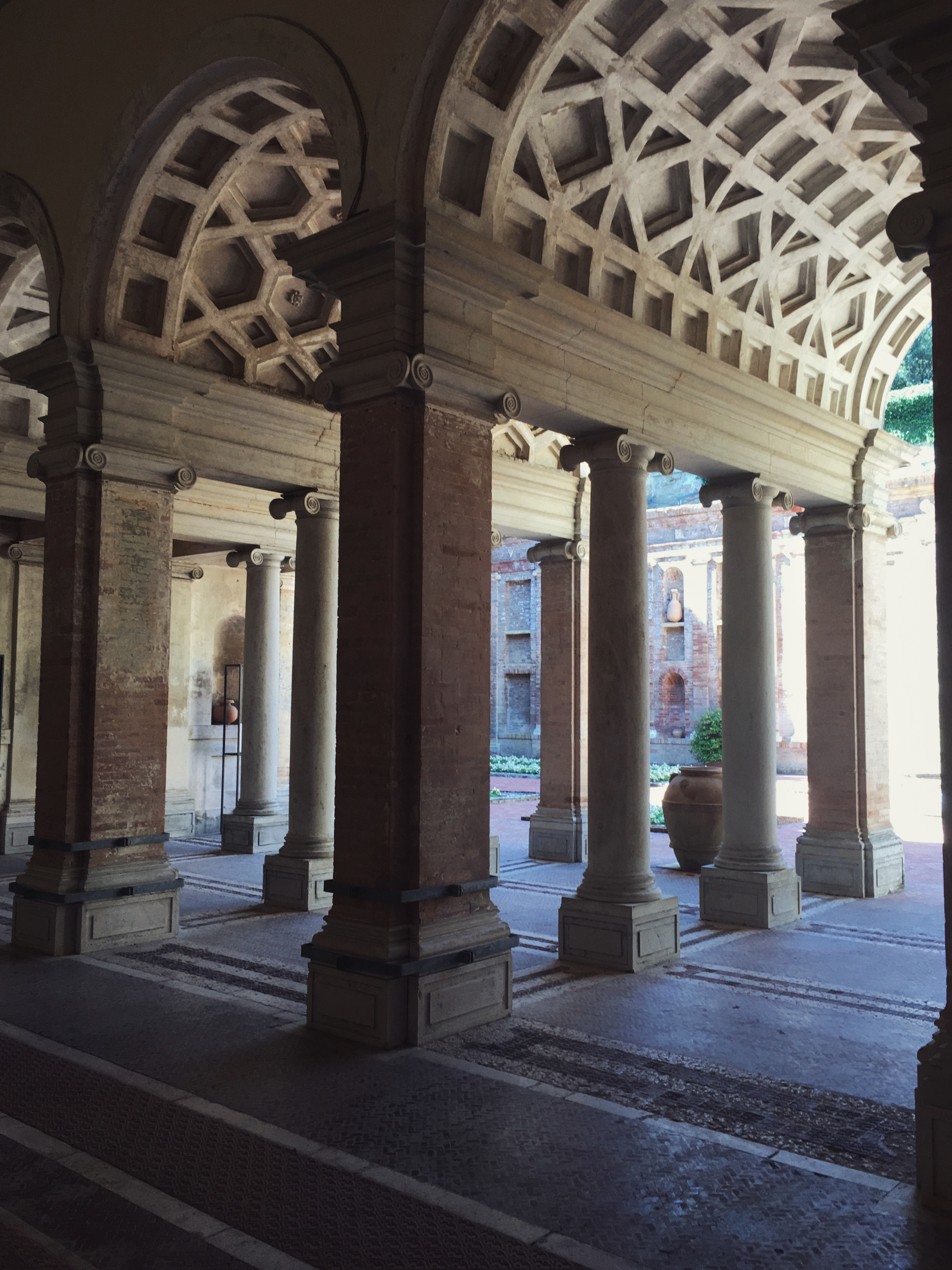
Проходные арки
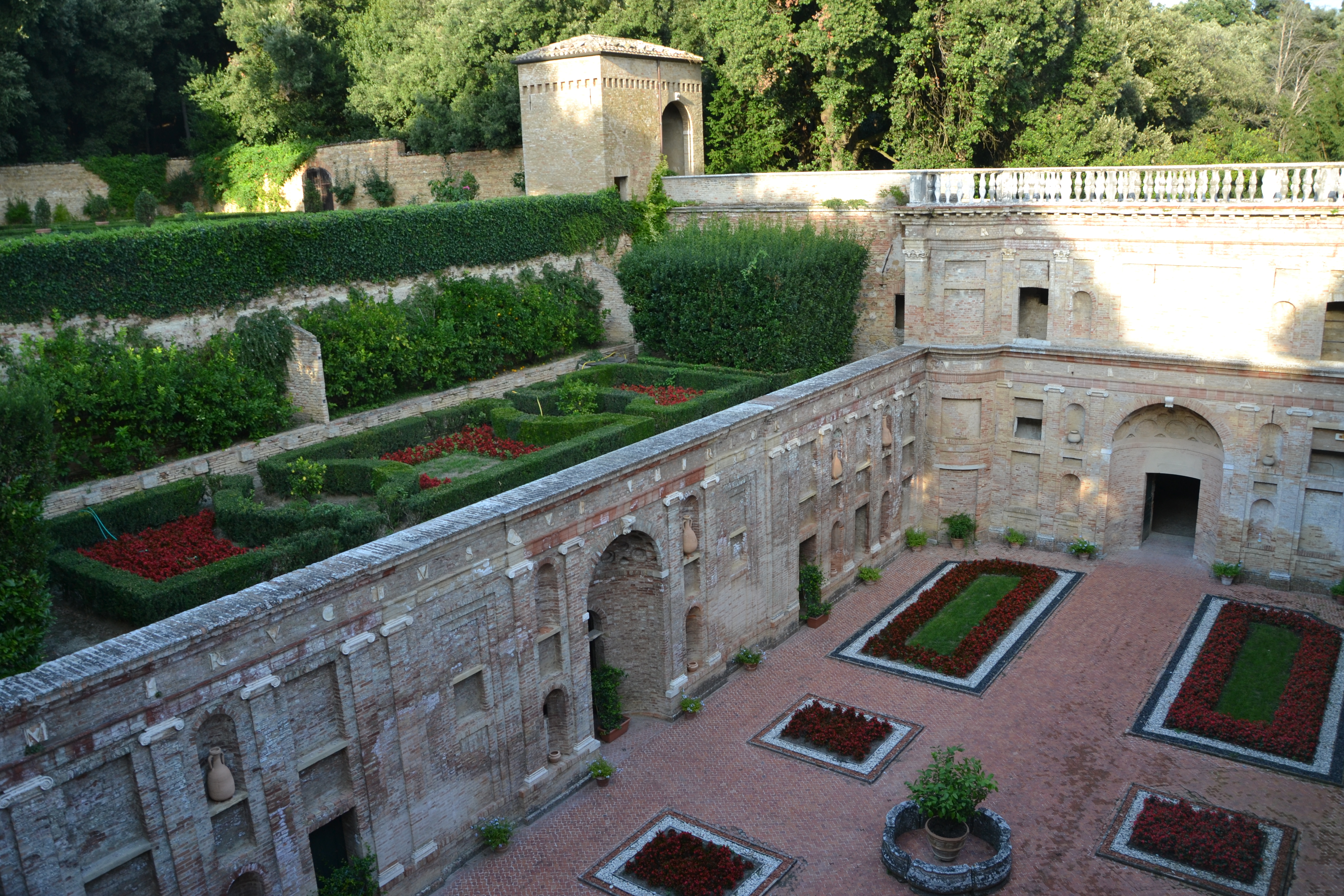
Внутренний сад
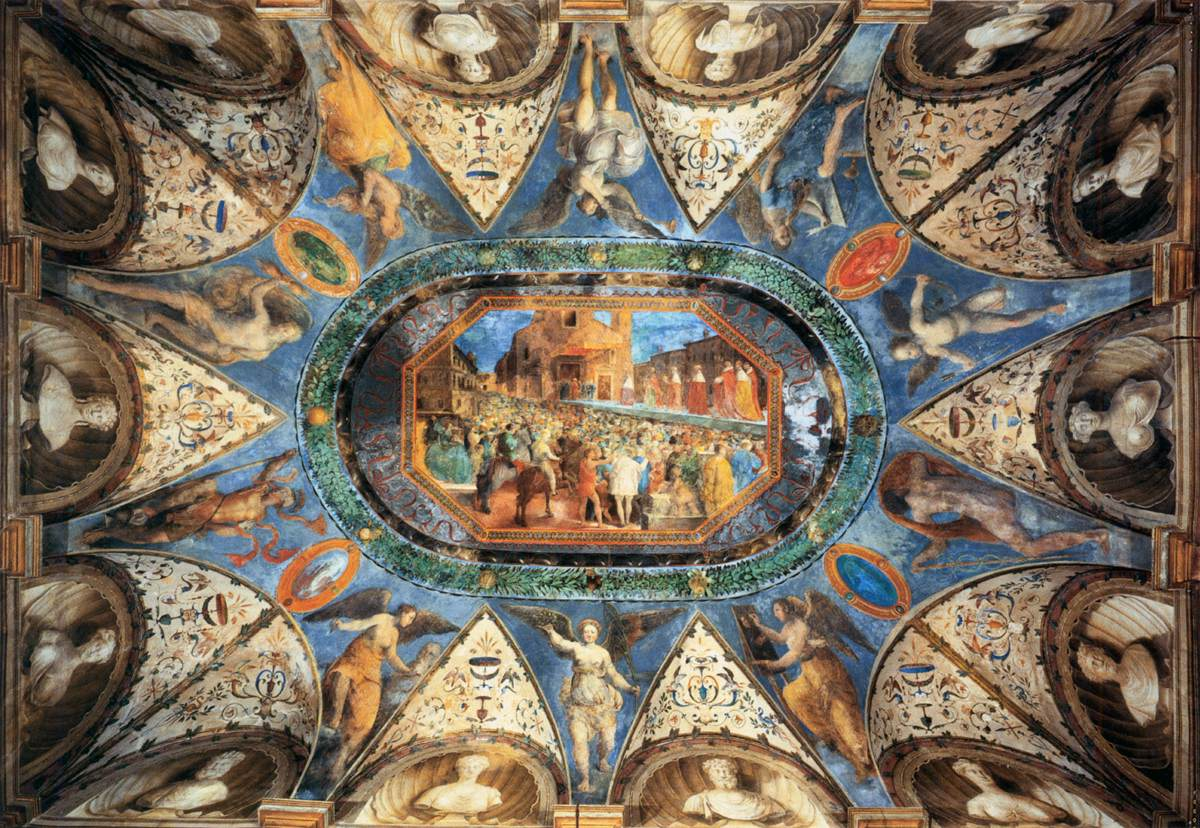
Дж. Дженга. Карл V прибывает в Сан-Петронио в Болонье на императорскую коронацию в 1530 году. Плафон «Камеры полубюстов»
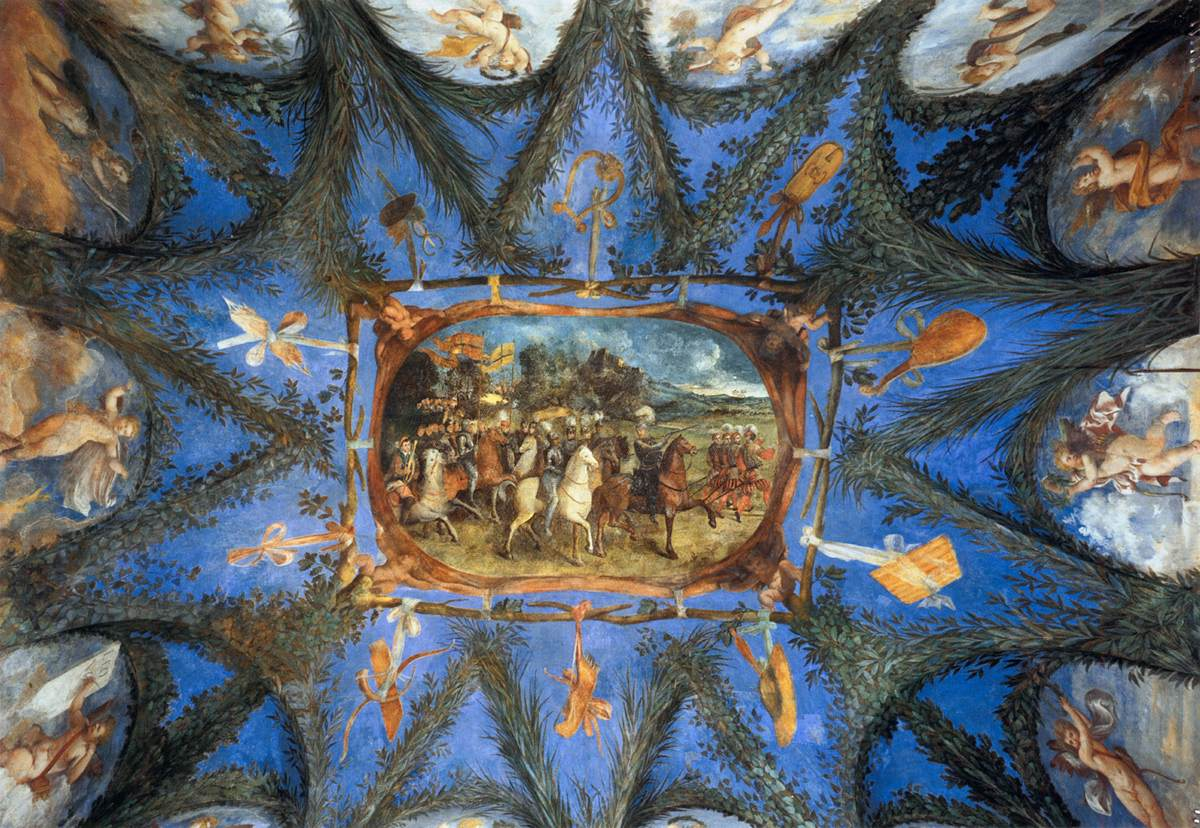
Д. Досси. Франческо Мария делла Ровере ведёт свои войска. Плафон «Камеры полубюстов»
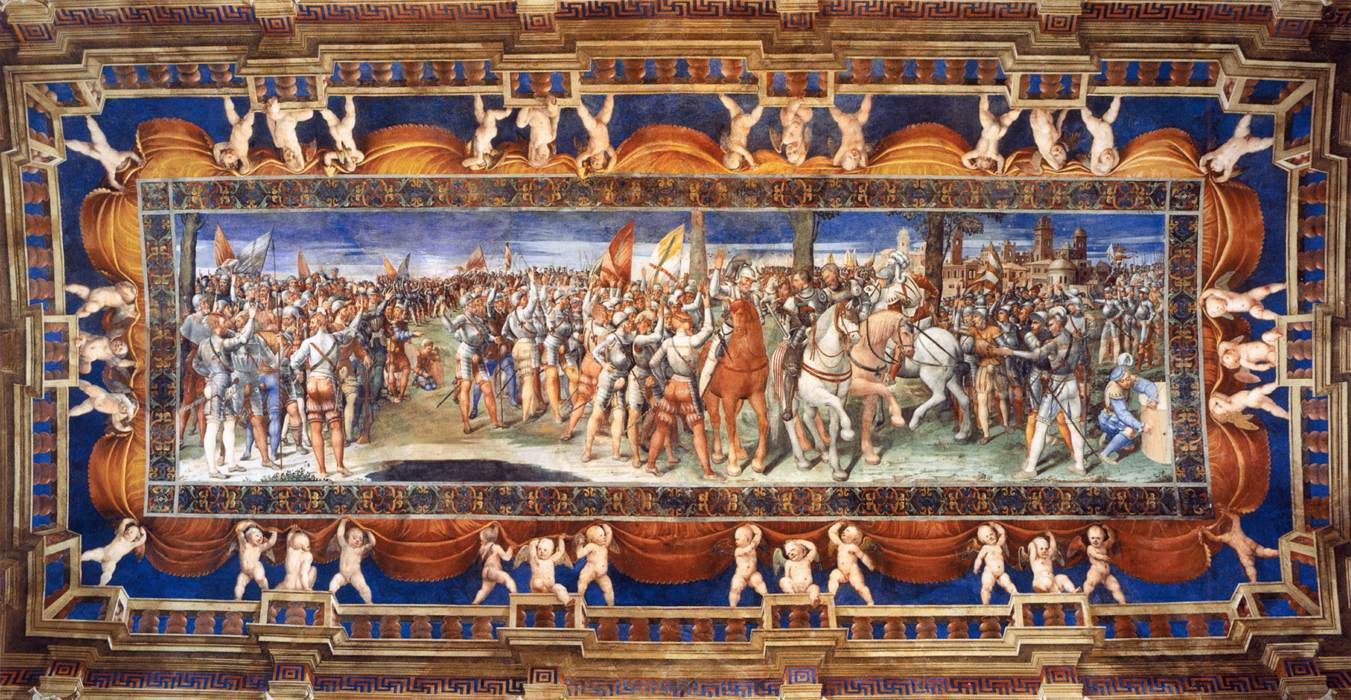
Дж. Дженга. Клятва Сермиде. Плафон «Зала клятвы»